# Aboyne
Aboyne, schottisch-gälisch A Beidh, ist eine Ortschaft in der schottischen Council Area Aberdeenshire. Sie liegt in der Region Deeside etwa 45 km westlich von Aberdeen und 55 km nördlich von Dundee am linken Ufer des Dee. Im Jahre 1971 verzeichnete Aboyne 2602 Einwohner. Aboyne liegt auf einer Höhe von etwa 125 m. Die A93 verläuft durch Aboyne und schließt die Ortschaft an das Fernstraßennetz an.

## Geschichte
Aboyne wurde im Jahre 1670 als Charleston of Aboyne nach Charles Gordon, dem damaligen Earl of Aboyne, gegründet. Dieser ließ auch das nahegelegene Aboyne Castle wieder aufbauen. Im Jahre 1828 wurde eine Brücke über den Dee errichtet, welche jedoch bei einer Flut im folgenden Jahr zerstört wurde. Der Wiederaufbau dauerte bis ins Jahr 1831. O’er the Water to Charlie, ein Gedicht von Robert Burns, ist John Ross gewidmet, der vor dem Brückenbau an dieser Stelle eine Fähre über den Dee betrieb. 1853 erhielt Aboyne einen eigenen Bahnhof an der Deeside Line der Great North of Scotland Railway, die von Aberdeen bis Ballater führte. Die Linie wurde jedoch 1966 geschlossen. Seit Mitte des 19. Jahrhunderts wuchs der Tourismus in Aboyne und auch heute ist die Ortschaft von einem breiten touristischen Angebot geprägt. Der Steinkreis von Aboyne liegt in einem Wald nördlich des Dee.

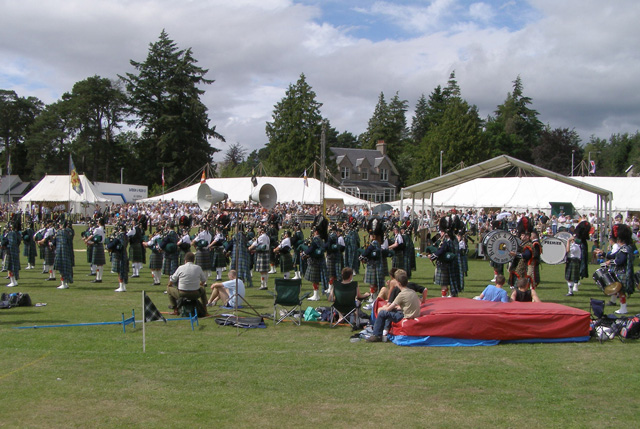
Aboyne Highland Games
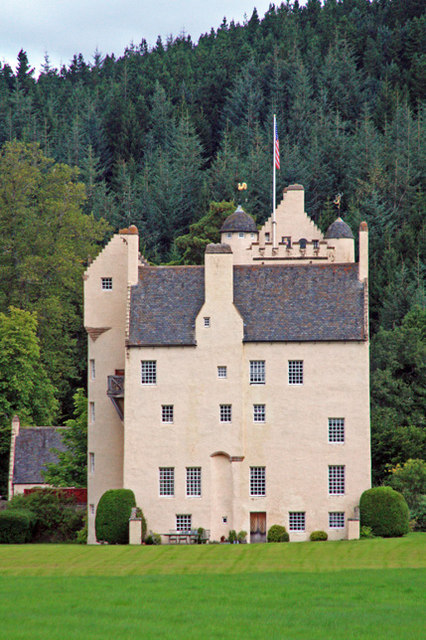
Aboyne Castle
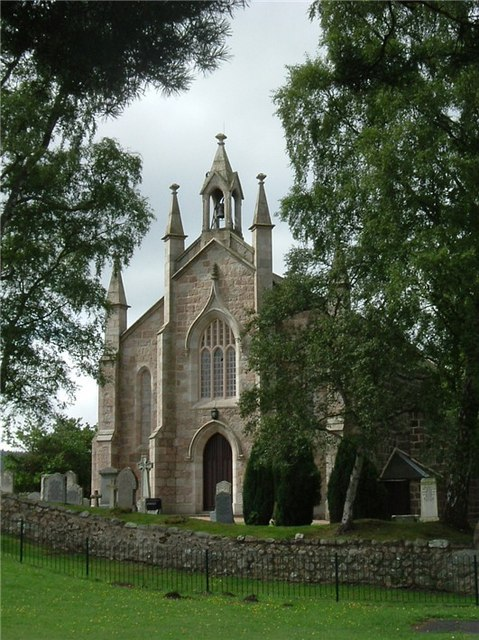
Kirchengebäude in Aboyne
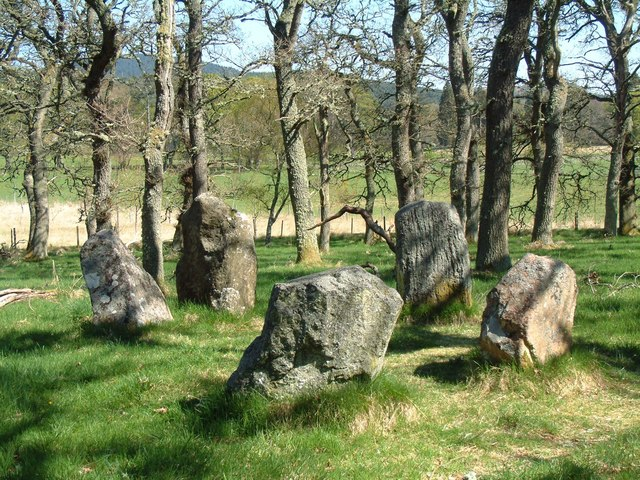
Steinkreis von Aboyne

Die Herleitung des Ortsnamens ist unklar. Die historischen Schreibweisen Oboyne, Obeyn, Obein und Oubyn könnten, analog der Siedlung Kincardine O’Neil und der Wüstung Cambus o’ May, auf einen Familien-/Stammesnamen hindeuten. Des Weiteren könnte es sich um eine verkürzte Form eines Vornamens handeln.